# Scara Rockwell (duritate)
Scara Rockwell este o scară de duritate utilizată în marcarea durității materialelor metalice și este bazată pe identificarea durității de material. Este folosită de preferință pentru materiale foarte dure, a căror duritate este D > 200 pe scara Brinell. 

## Principiu și istorie
Testele de identificare a durității Rockwell se fac prin determinarea adâncimii unei penetrații făcute cu o anumită forță în probe materiale metalice  de corpuri penetrante profilate (sferă, con) dure, raportate la profunzimea unei penetrații (mai mici) făcute cu o forță de penetrare inițiale. Metoda a fost folosită practic pentru prima dată de americanii H.M. Rockwell și S.P. Rockwell care în 1914 au inventat o mașină de testare pe principiu diferențial.

## Metoda
O testare presupune 3 faze:

Scara Rockwell

1. Aplicarea unei forțe inițiale Fi de 98 N (10 Kgf). Corpul penetrant face o penetrație (adâncitură) inițială care este luată în considerare  corespunzător în formula de calcul a  durității (HR, duritate Rockwell în engleză Hardness Rockwell).
2. Este aplicată o forță suplimentară Fr, semnificativ mai mare, făcându-se o adâncitură  mai profundă.
3. Este relaxată forța Fr la nivelul Fi și se citește profunzimea adânciturii finale cu ajutorul unui indicator de penetrare.

## Scări Rockwell
Există mai multe grupe de scări de duritate Rockwell:
- A, C, D pentru oțeluri dure
- B, E, F pentru oțeluri necălite și metale neferoase
- N, T pentru cazurile când probele materiale (eșantioanele) au dimensiuni reduse sau sunt foarte subțiri (grosime redusă)